# 슈테판 일장커
슈테판 일장커(독일어: Stefan Ilsanker, 1989년 5월 18일 ~ )는 아인트라흐트 프랑크푸르트에서 활약하고 있는 오스트리아의 축구 선수이다.

## 수상
- 오스트리아 분데스리가: 2013–14, 2014–15
- 오스트리아 컵: 2013–14